# Maarten Hurkmans
Maarten Hurkmans (Amersfoort, 29 agosto 1997) è un canottiere olandese, vicecampione del mondo ed europeo nell'otto.

## Biografia
Ha iniziato con il canottaggio nel 2010, all'età di 13 anni. Nel 2014 è stato selezionato nel settore giovanile della nazionale olandes. Da allora ha svolto diverse gare internazionali a livello giovanile. Ha studiato economia aziendale all'University of California e compete nella squadra dell'ateneo.
Nel 2015 ha vinto i campionati mondiali di canottaggio junior e nel 2016 i campionati nazionali collegiali statunitensi.
Ha ottenuto diversi successi con la nazionale seniores.
Agli europei di Glasgow 2018 ha ottenuto la medaglia d'argento nell'otto, terminando la gara alle spalle della Germania, con i connazionali Vincent van der Want, Boudewijn Röell, Simon van Dorp, Ruben Knab, Mechiel Versluis, Lex van den Herik, Freek Robbers e Diederik van Engelenburg.
Ai campionati mondiali di Linz-Ottensheim 2019 ha vinto l'argento nell'otto.
Il 29 giugno 2020, durante il pride month, ha fatto coming out come bisessuale con un post su Instagram in cui ha affermato: "Sono bisessuale, qualcosa che considero importante di ciò che sono."
Nell'aprile 2021 ha vinto il bronzo nell'Otto agli europei di Varese 2021.
A luglio ha rappresentato i Paesi Bassi ai Giochi olimpici estivi di Tokyo 2020, raggiungendo la finale nel'otto, in cui ha chiuso al quinto posto, con van den Ende, Knab, Tissen, van Dorp, Schwarz, Versluis, Luecken, Berger.

## Palmarès
- Mondiali

Linz-Ottensheim 2019: argento nell'otto;
- Europei

Glasgow 2018: argento nell'otto;
Varese 2021: bronzo nell'otto;